# Heilig Hartkathedraal (Harbin)
De Kathedraal van het Heilig Hart van Jezus (Chinees: 哈尔滨圣心天主教堂) is een rooms-katholieke kathedraal in de Chinese stad Harbin.

## Geschiedenis
Toen de Trans-Mantsjoerische spoorlijn werd aangelegd kwamen veel rooms-katholieke Polen naar Harbin om te werken. De komst van de Poolse werknemers leidde tot de bouw van een rooms-katholieke kerk in 1906. Het jaar daarop werd de bouw voltooid en kon de kerk worden gewijd. De kerk kreeg als bijnaam Poolse kerk en viel respectievelijk onder de bisdommen Sint Petersburg, Vladivostok, Peking en Jilin. Vanaf 1959 werd de kerk de kathedraal van bisdom Heilongjiang.
Tijdens de Culturele Revolutie werd de kathedraal gesloten voor de eredienst. De kerk leed na sluiting aanmerkelijke schade doordat het gebouw verschillende bestemmingen kreeg van het stadsbestuur.
In 1980 werd de kerk teruggegeven aan het bisdom van Jilin. Na de teruggave volgden restauratiewerkzaamheden die in het jaar 2004 werden afgerond.